# Boris Nzebo
 (janvier 2018).
Si vous disposez d'ouvrages ou d'articles de référence ou si vous connaissez des sites web de qualité traitant du thème abordé ici, merci de compléter l'article en donnant les références utiles à sa vérifiabilité et en les liant à la section « Notes et références ».
Boris Nzebo, né à Port-Gentil au Gabon en 1979, est un artiste plasticien qui vit et travaille à Douala au Cameroun. 

## Biographie

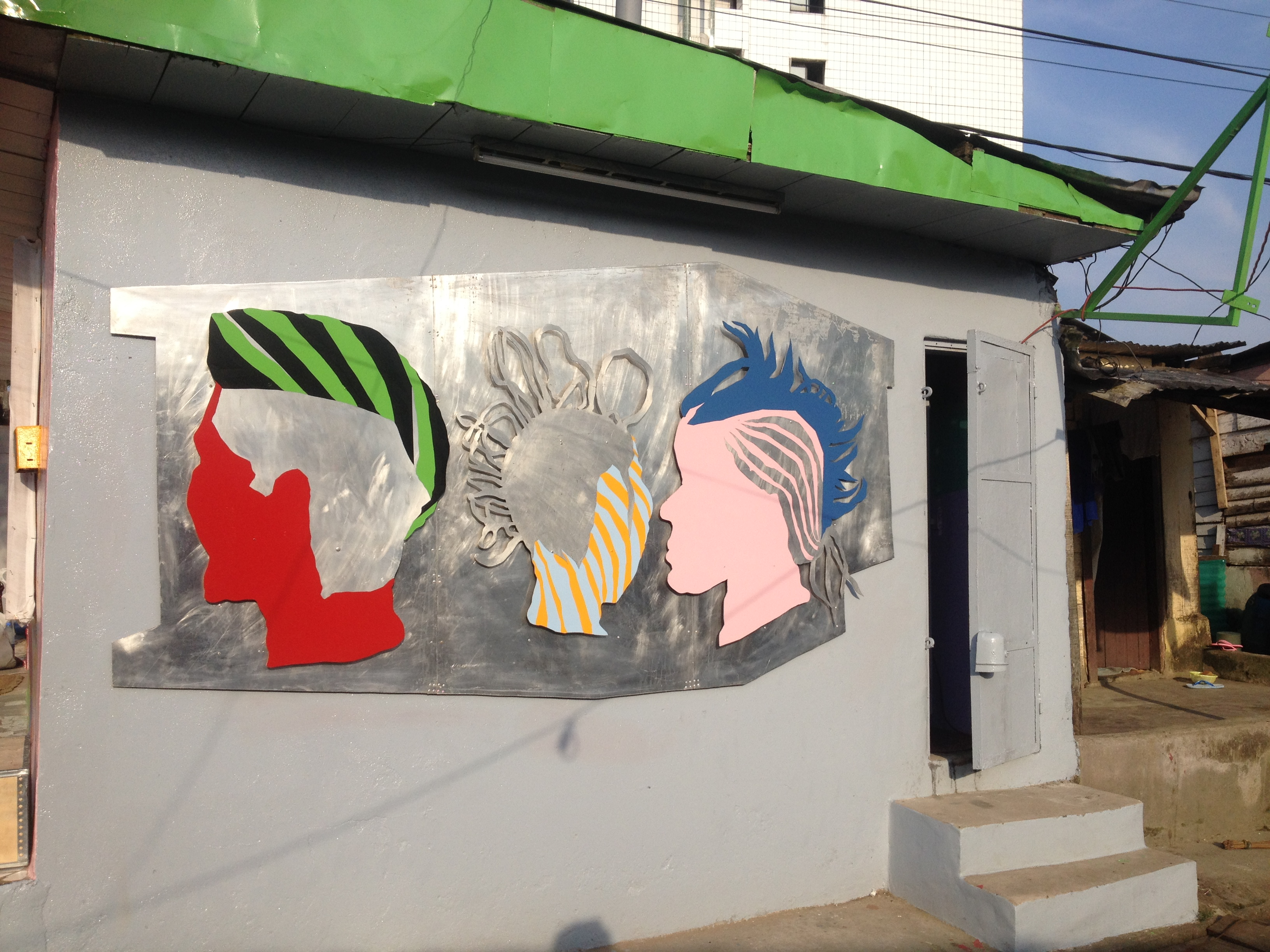
Têtes de rêve par Boris Nzebo

Boris Nzebo est né à Port-Gentil au Gabon. Il passe son enfance au Gabon et s'installe plus tard au Cameroun dans la ville de Douala où il fait des études en arts graphiques. Il commence sa carrière artistique par la peinture sur commande d’enseignes de salons de coiffure et de beauté. Cette initiation par la peinture publicitaire marque son identité artistique.
Autodidacte, il s'est formé dans un atelier de sérigraphie dans son quartier où il perfectionne son graphisme et a croisé sur son chemin des artistes tels que Koko Komégné, Hervé  Yamguen  et Goddy Leye. En 2007, il effectue une résidence à ArtBakery, à Bonendale-Douala, au cours de laquelle il se frotte à différents mediums : vidéo, photo, installation et performance. À l’Espace doual’art, il est l’assistant d’artistes tels que Faouzi Laatiris (2007), Ato Malinda, Tracy Rose et Mariela Borello (2009) qui par leurs échanges, discussions et projets artistiques, participent à son éducation. Cela lui donne l’occasion de travailler d’autres matériaux et techniques (plastique, peinture corporelle, aluminium, pochoir...).
Par la suite, il affirme sa thématique singulière, qui consiste à explorer la coiffure dans l'espace urbain. Il y voit les signes du rang social, de l'expression d'une pensée, d'une appartenance culturelle. En avril 2008, il présente son travail pour la première fois, au Carré des artistes à Douala. En juin 2009, il participe à l'exposition Jeunes Regards Urbains à l'espace doual'art, aux côtés des jeunes artistes Man Faust et Landry Mbassi.. À partir de 2010, il participe à de nombreuses autres expositions collectives, au Cameroun et à l'étranger : en 2010 à la Maison Revue Noire (Paris, France) et Savvy Contemporary (Berlin, Allemagne), en 2011 à la Fondation Blachère (Apt, France), puis en 2011 et 2012 à l'Art Paris Art Fair et l'Ifa-Galerie de Berlin. 
Sa pièce Tête en l'Hair a été présentée dans l'exposition 30 et presque-songes de Joël Andrianomearisoa à l'Espace doual'art. Il a à son actif deux expositions individuelles, In & Out of my head, doual’art (Cameroun, 2010) et Vil-Visages, à l'Institut Français de Yaoundé (Cameroun, 2011). En avril 2013, ses toiles sont présentées par doual’art à la foire internationale d’art contemporain Art Dubai (Dubaï), où elles rencontrent un grand succès. Il est remarqué par la galerie Jack Bell à Londres qui lui offre depuis lors plusieurs expositions collectives dans des foires. À partir de 2016, il est régulièrement exposé par la Galerie MAM (Douala) lors de foires et biennales internationales.
En 2022, il participe à l'exposition Art X Lagos avec une exposition à la Galerie MAM à Douala. 

## Expositions

### Expositions individuelles
- In & Out of my head. doul'art, Douala, 2010
- Vil-Visages, Institut Français, Yaoundé, Cameroun, 2011
- Painting The Hot Town. Jack Bell Gallery, Londres, Angleterre, 2013
- État des Lieux. Espace Doual’art, Douala, 2014
- Prince De Ville. Jack Bell Gallery, Londres, 2014
- Black History Hotel. Jack Bell Gallery, Londres, 2015

- Noir Désir, Jack Bell Gallery, Londres, 2016
- Urban Style, Manchester Art Gallery, Angleterre, du 4 juin au 13 novembre 2016[4]
- Ne Tirez Pas, Jack Bell Gallery, Londres, du 4 au 21 octobre 2016
- Mutants, Fondation Donwahi, Abidjan, Côte d’Ivoire, 1er novembre 2017 au 31 janvier 2018[5]
- Boris’s Bodies . Galerie Mam , Douala, Cameroun, du 10 mai au 17 juillet 2019[6]
- Urban Mask, Cox Gallery , Bordeaux, France, 2020
- Solo Show Boris Nzebo,  Miart 2022. Galleria Bianconi, Milan, Italie, du 31 mars au 3 Avril 2023[7]

### Expositions collectives
- Jeunes Regards Urbains, doul'art, 2009
- Art x Lagos, Galerie MAM, 2022